# Новая Лахта (платформа)
Но́вая Ла́хта — строящийся остановочный пункт на однопутном перегоне Новая Деревня — Лахта. Открытие планировалось в 2023 году.

## Расположение

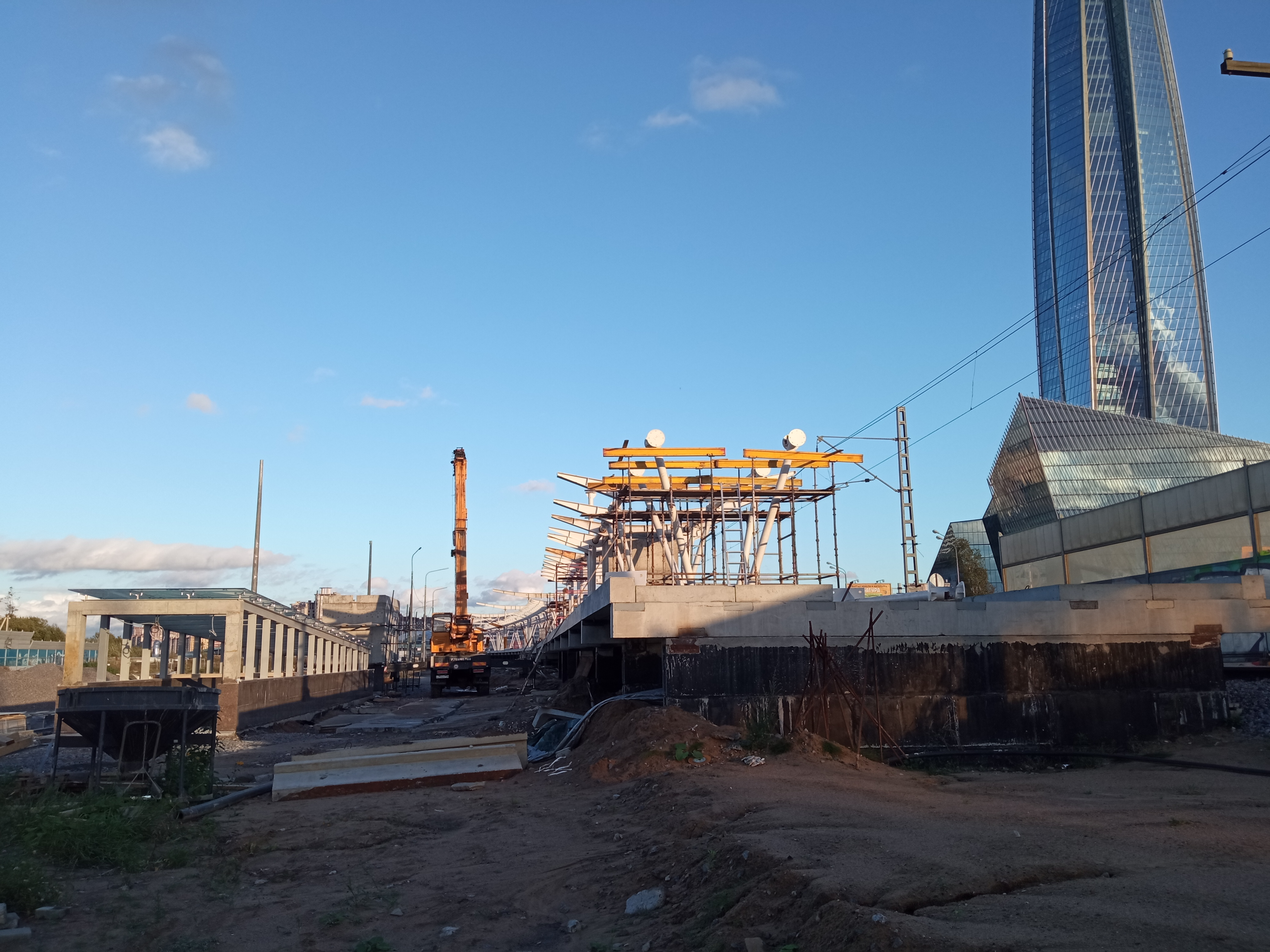
Строительство платформы и подземного пешеходного перехода к Лахта-центру

Остановочный пункт будет располагаться на линии Ланская — Белоостров Октябрьской железной дороги в Приморском районе Санкт-Петербурга поблизости от Лахта-центра между платформой Яхтенная и станцией Лахта. Предполагается, что платформа будет соединена с Лахта-центром пешеходным тоннелем. В перспективе остановочный пункт может войти в состав транспортно-пересадочного узла вместе с остановками наземного городского транспорта и планируемой станцией метро «Лахта».

## Описание
Длина платформы должна составить 264 м, переменная ширина — от 7.15 до 8.08 м. Положение и габаритные размеры определены с учётом перспективы строительства до 2030 года на участке второго пути.

## История
В 2019 году было объявлено о планах по строительству остановочного пункта. Рабочее название «Новая Лахта» было дано «Российскими железными дорогами» и не рассматривалось Топонимической комиссией Санкт-Петербурга. В октябре 2020 года проект строительства платформы получил положительное заключение Главгосэкспертизы. Строительные работы были начаты в июне 2021 года.